# NGC 7290
NGC 7290 is een spiraalvormig sterrenstelsel in het sterrenbeeld Pegasus. Het hemelobject werd op 7 augustus 1864 ontdekt door de Duitse astronoom Albert Marth.

## HD 213014 en HD 213102
Vanaf de Aarde gezien vormt het stelsel NGC 7290 een driehoek met de sterren HD 213014 en HD 213102. Deze twee sterren behoren echter tot het melkwegstelsel en hebben, voorgrondsterren zijnde, slechts een schijnbaar verwantschap met NGC 7290. HD 213014 is tevens de dubbelster Struve 2908 (Σ 2908).

## Synoniemen
- UGC 12045
- MCG 3-57-9
- ZWG 452.14
- IRAS 22260+1653
- PGC 68942